# Équipe cycliste Mula
L'équipe cycliste Mula est une équipe cycliste indonésienne, ayant le statut d'équipe continentale.

## Classements UCI
L'équipe participe aux épreuves des circuits continentaux et en particulier de l'UCI Asia Tour. Les tableaux ci-dessous présentent les classements de l'équipe sur les différents circuits, ainsi que son meilleur coureur au classement individuel.
UCI Asia Tour
| UCI Asia Tour | UCI Asia Tour          | UCI Asia Tour                             | UCI Asia Tour |
| Année         | Classement par équipes | Meilleur coureur au classement individuel |               |
| ------------- | ---------------------- | ----------------------------------------- | ------------- |
| 2019          | 22e                    | Aiman Cahyadi (33e)                       |               |
| 2022          | 11e                    | Aiman Cahyadi (19e)                       |               |
| 2023          | 36e                    | -                                         |               |
|               |                        |                                           |               |
| Source : UCI  |                        |                                           |               |

L'équipe est également classée au Classement mondial UCI qui prend en compte toutes les épreuves UCI et concerne toutes les équipes UCI.
| Classement mondial | Classement mondial     | Classement mondial                        | Classement mondial |
| Année              | Classement par équipes | Meilleur coureur au classement individuel |                    |
| ------------------ | ---------------------- | ----------------------------------------- | ------------------ |
| 2019               | 140e                   | Aiman Cahyadi (694e)                      |                    |
| 2022               | 104e                   | Aiman Cahyadi (529e)                      |                    |
| 2023               | 174e                   | Muhammad Abdurrahman (2382e)              |                    |
|                    |                        |                                           |                    |
| Source : UCI       |                        |                                           |                    |

## Mula en 2022
| Cycliste                 | Date de naissance | Nationalité | Équipe 2021      |  |
| ------------------------ | ----------------- | ----------- | ---------------- |  |
| Muhammad Abdurrahman     | 16 mai 1997       | Indonésie   | KFC Cycling Team |  |
| Aiman Cahyadi            | 16 novembre 1993  | Indonésie   | Mula             |  |
| Ahmad Yoga Ilham Firdaus | 30 mai 2000       | Indonésie   | Mula             |  |
| Shafrifat Nandamulya     | 28 octobre 2000   | Indonésie   | Mula             |  |
| Jamalidin Novardianto    | 17 novembre 1994  | Indonésie   | Mula             |  |
| Sandy Nur Hasan          | 31 mai 1998       | Indonésie   | Mula             |  |
| Bambang Suryadi          | 8 avril 1990      | Indonésie   | Mula             |  |
| Bernard Van Aert         | 8 septembre 1997  | Indonésie   | Mula             |  |
| Rachmad Noka Wibisono    | 27 novembre 1999  | Indonésie   | Mula             |  |
| Muhammad Yudha           | 7 juin 1997       | Indonésie   | Mula             |  |